# Riverstone Terraces
Riverstone Terraces (habituellement simplement dénommée Riverstone) est une banlieue de la cité de Upper Hutt dans la  vallée de Hutt située dans l’Île du Nord de la Nouvelle-Zélande.

## Situation
Elle est perchée sur la colline précédemment connue sous le nom de Craig's Flat au-dessus du fleuve Hutt ,.
Bien qu’essentiellement résidentielle, la banlieue a aussi une promenade dans le bush, un terrain de jeux pour les enfants et un magasin local, le supermarché le plus proche étant situé dans le centre de Upper Hutt à 4,9 à 8,1 km au-delà (en fonction de là où on se trouve dans la banlieue). 
Le nom des rues de la banlieue commémorent des noms de résidents notables d’Upper Hutt, notamment Frankie Stevens (en), James Nairn, Paul Swain (en) et Cory Jane.
Aux périodes de pointe du service des bus de la société Metlink (en) le trajet du  n°113 traverse la banlieue.

## Démographie
La zone statistique de Riverstone Terraces couvre 2,24 km2. 
Elle avait une population estimée de 1 910 habitants en juin 2020 avec une densité de population de 852,68 habitants par km2.
La localité de Riverstone Terraces avait une population de 1 776 habitants lors du recensement de 2018 en Nouvelle-Zélande, en augmentation de 393 personnes  (soit  28,4 %) depuis le recensement de 2013, et une augmentation de 1 116 personnes (soit 169,1 %) depuis le recensement de 2006 en Nouvelle-Zélande. 
Il y avait 582 logements. 
On comptait 894 hommes pour 885 femmes, donnant un sexe-ratio de 1,01 homme pour une femme. 
L’âge médian était de 37,4 ans (comparé avec les 37,4 ans au niveau national), avec 387 personnes (soit 21,8 %) âgées de moins de 15 ans, 291 personnes (soit 16,4 %) âgées de 15 à 29 ans, 987 personnes (soit 55,6 %) âgées de 30 à 64 ans, et 114 personnes (soit 6,4 %) âgées de 65 ans ou plus.
L’ethnicité était pour 7,8 % européenne/Pākehā, 9,5 % maorie, 5,9 % personnes du Pacifique, 20,3 % d’origine asiatiques et 3,5 % d’autres ethnies (le total fait plus de 100 % dans la mesure où une personne peut s’identifier de multiples ethnicités).
La proportion de personnes nées outre-mer était de 33,6 %, comparée avec les 27,1 % au niveau national.
Bien que certaines personnes objectent à donner leur religion, 43,2 % n’avaient aucune religion, 39,7 % étaient chrétiens, 5,1 % étaient hindouistes, 1,4 % étaient musulmans, 1,5 % étaient bouddhistes et 2,0 % avaient une autre religion.
Parmi ceux d’au moins 15 ans d’âge, 399 personnes (soit 28,7 %)  avaient un niveau de licence ou un degré supérieur, et 150 personnes (soit 10,8 %) n’avaient aucune qualification formelle. 
Le revenu médian était de 53 300 $, comparé avec les 31 800 $ au niveau national. 
Le statut d’emploi de ceux d’au moins 15 ans était pour 933 personnes (soit 67,2 %) employées à plein temps, 165 personnes (11,9 %) étaient à temps partiel et 39 personnes (2,8 %) étaient sans emploi